# باستيليا
باستيليا (بالإيطالية: Bastiglia)‏ هي بلدية في مقاطعة مودينا في إقليم إميليا رومانيا الإيطالي.

## السكان
في سنة 1861 بلغ عدد السكان 1٬768 نسمة، وتطور العدد ليصل في سنة 2011 لـ 3٬985 نسمة.
يظهر هذا المخطط البياني تطور النمو السكاني لـ باستيليا